# Kitnos (gmina)
Kitnos (gr. Δήμος Κύθνου, Dimos Kitnu) – gmina w Grecji, w administracji zdecentralizowanej Wyspy Egejskie, w regionie Wyspy Egejskie Południowe, w jednostce regionalnej Kiea-Kitnos. W jej skład wchodzi wyspa Kitnos i niezamieszkana wyspa Piperi. Siedzibą gminy jest Kitnos. W 2011 roku liczyła 1456 mieszkańców.